# Эйприл, Франклин
Франклин Эйприл (англ. Franklin April; 18 апреля 1984, Виндхук, Намибия — 18 октября 2015) — футболист, защитник. Выступал за сборную Намибии.

## Клубная карьера
Франклин на протяжении всей карьеры выступал за «Сивикс», в составе которого трижды стал чемпионом Намибии и дважды выигрывал кубок страны.

## Карьера в сборной
С 2003 по 2008 Эйприл выступал за сборную Намибии. Он был включён в заявку на Кубок африканских наций 2008 в Гане. На турнире защитник принял участие во встрече со сборной Марокко.

## Смерть
18 октября 2015 года Эприл умер в результате сильного приступа астмы.

## Достижения
«Сивикс»:
- Чемпион Намибии (3):2004/05, 2005/06, 2006/07
- Обладатель Кубка Намибии (2): 2002/03, 2007/08